# Michail Ivanovič Glinka
Michail Ivanovič Glinka (in russo Михаил Иванович Глинка?; Novospasskoe, 1º giugno 1804 – Berlino, 15 febbraio 1857) è stato un compositore russo.

## Biografia
Proveniva da una famiglia della piccola nobiltà di provincia che si era trasferita in città alla ricerca di migliori condizioni di vita. Glinka passò l'infanzia nella grande proprietà terriera del padre, a contatto con la natura e i contadini. Inizialmente si accostò allo studio del pianoforte grazie a una governante tedesca; indirizzato all'età di dieci anni a studi classici, venne iscritto a una scuola privata di San Pietroburgo dove studiò con il celebre compositore irlandese John Field. Studiò anche violino con Joseph Böhm e armonia. Verso i tredici anni iniziò a dedicarsi alla musica con maggiore applicazione e interesse e cercò di perfezionarsi andando a prendere lezioni nella città di Smolensk da alcuni maestri privati italiani e tedeschi che lì erano emigrati. Nel 1817 i genitori lo mandarono a studiare giurisprudenza a Pietroburgo. Qui il ragazzo poté prendere altre lezioni dai maggiori musicisti dell'epoca. Finiti gli studi all'università, venne assunto come funzionario urbano presso il Ministero dei Trasporti. Nel 1828, pur avendo un ottimo posto di lavoro, essenzialmente per motivi di salute, lasciò tutto e decise di dedicarsi completamente allo studio della composizione, mantenendosi con esibizioni e concerti privati.
Nel 1830 Glinka si recò all'estero, dapprima in Italia, poi in Austria e Germania. In Italia si interessò in particolar modo allo stile del bel canto che secondo lui era la vera espressione dell'animo italiano e che più tardi gli avrebbe ispirato alcuni pezzi di gran valore. Negli anni 1833-1834 visse in Germania, dove studiò composizione, polifonia e strumentazione con il teorico musicale Siegfried Dehn.

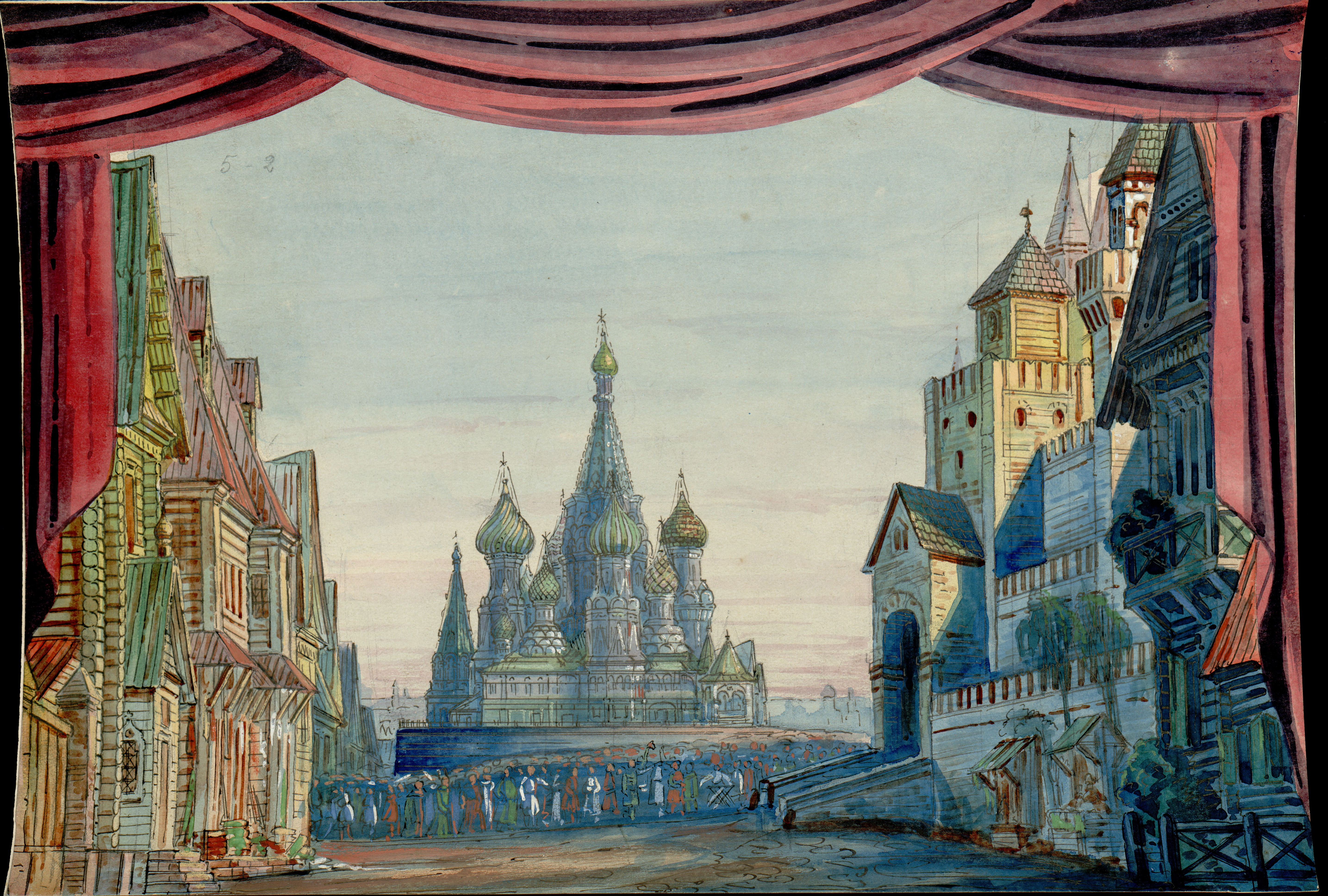
Scena dell'opera Una vita per lo Zar

Al ritorno in Russia, nel 1834, Glinka si sentì pronto per riversare le nuove cognizioni nell'opera russa. Dopo aver cercato a lungo un soggetto adatto, scelse di presentare in musica il personaggio di Ivan Susanin, eroe nazionale russo, con l'opera Una vita per lo Zar. Poco dopo venne nominato Maestro di Cappella del coro imperiale.
Nel 1844 Glinka, deluso per il poco successo ottenuto dalla sua nuova opera Ruslan e Ljudmila, decise di lasciare la Russia; si recò prima in Francia dove a Parigi incontrò Hector Berlioz con cui ebbe molti amichevoli colloqui, e poi in Spagna. Sono di questo periodo le ouverture Piaceri aragonesi (o Jota aragonese) e Notte d'estate a Madrid (o Kamarinskaja).
Decise poi di riprendere gli studi di tecnica musicale con Dehn, per perfezionarsi, e si recò nuovamente a Berlino, ma dopo solo un anno morì nella città tedesca il 15 febbraio 1857; in seguito le sue spoglie vennero portate a Pietroburgo, nel cimitero Tichvin del monastero di Alexander Nevskij.

## Personalità artistica
Glinka morì nel 1857, due anni dopo lo zar Nicola I. Erano anni di profonda crisi politica, sociale ed economica. In campo musicale la Russia era completamente succube dell'occidente; non esistevano neanche scuole pubbliche di musica.
Con Glinka, attraverso l'uso del canto popolare, il romanticismo fece il suo ingresso nella musica colta russa. Un romanticismo con una forte impronta nazionalista che aveva preso le mosse dalla reazione all'invasione napoleonica. Una conseguenza importante, sul piano musicale, fu la nuova attenzione riservata al folklore.
L'influsso di Glinka tuttavia si esercitò più profondamente nel campo della musica che in quello della politica. Pur muovendo dal teatro musicale italiano di stampo rossiniano, Glinka seppe far scorrere entro quelle forme d'importazione un lirismo assolutamente russo.
Diretto erede dell'esperienza glinkiana, fu Milij Balakirev, fondatore del gruppo dei Cinque.

## Opere

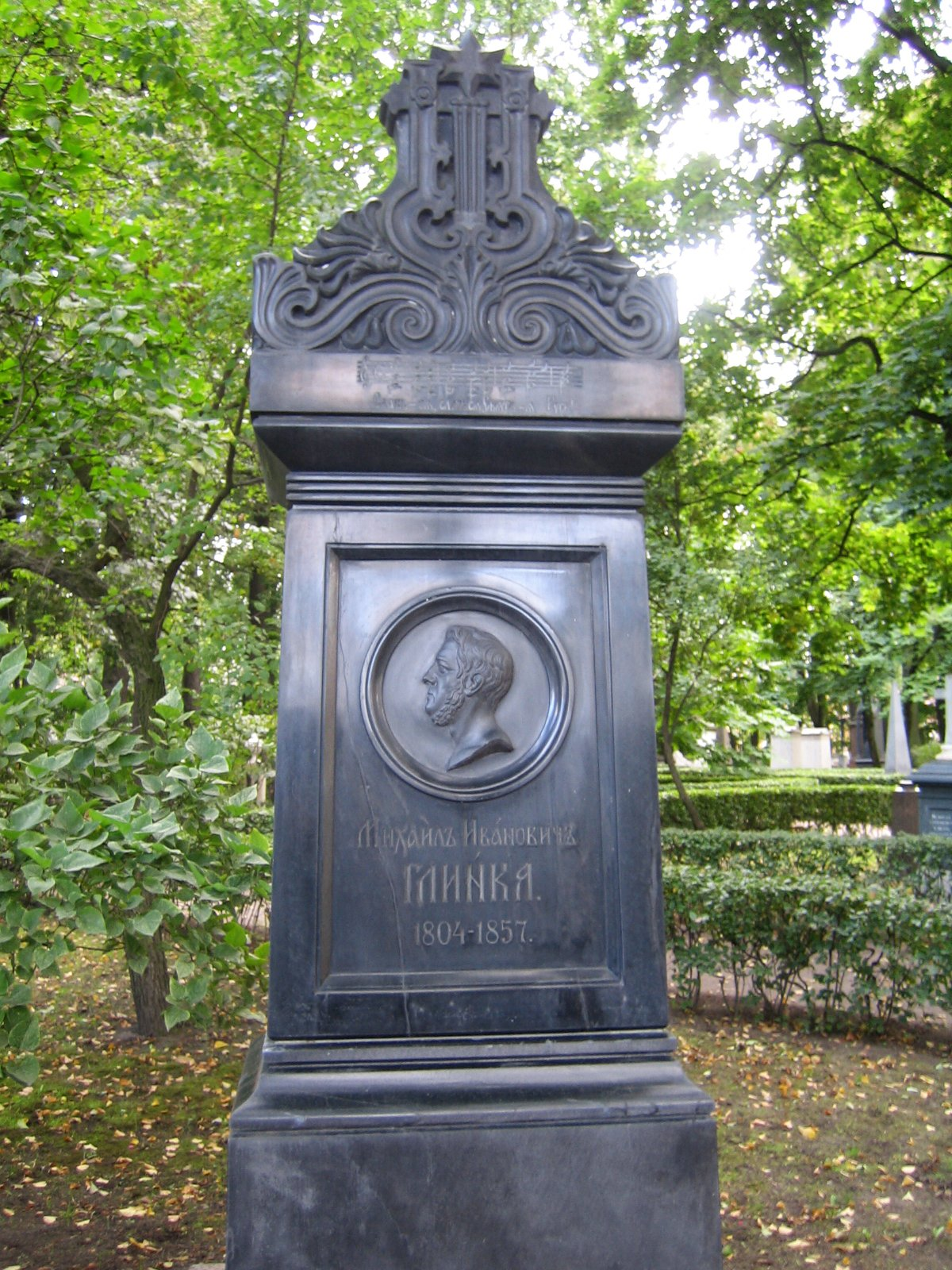
Tomba di Glinka

Il capolavoro di Glinka è l'opera Una vita per lo Zar, l'epopea di Ivan Susanin, che andò in scena al teatro imperiale di San Pietroburgo il 9 dicembre 1836. Non si tratta ancora di un'opera totalmente rivoluzionaria, in quanto contiene reminiscenze sia italiane che francesi, ma il tentativo di uscire dagli schemi e fondare l'opera russa è già evidente.
I caratteri romantici dell'arte di Glinka si accentuarono nell'opera successiva, Ruslan e Ljudmila del 1842, ispirata ad un poema epico di Puškin: un più marcato carattere russo si registra nell'impianto modale, nel sapore orientaleggiante delle melodie e della strumentazione, nell'adozione di ritmi insoliti.
Oltre a queste due opere, Glinka compose due famose ouvertures spagnole già citate e molta altra musica corale e orchestrale. Di notevole pregio le cantate e un centinaio di romanze per voce e pianoforte.